# Giovanni Visintin
Giovanni Visintin (Cormons, 1º settembre 1930) è un ex calciatore e allenatore di calcio italiano, di ruolo terzino sinistro.

## Carriera
Nel 1951 passa dal Fanfulla alla Pro Patria, con la quale ha disputato 4 incontri nel campionato di Serie A 1952-1953, andando a segno in occasione della sconfitta interna della sua squadra contro il Novara del 3 maggio 1953. Militò poi in prestito nel Lecce, nella Carrarese, nel Fanfulla e nella Pro Patria.
Cessata l'attività agonistica, ha intrapreso quella di allenatore: nella stagione 1973-1974 ha guidato per un breve periodo il Legnano in Serie C.